# 西九龍裁判法院

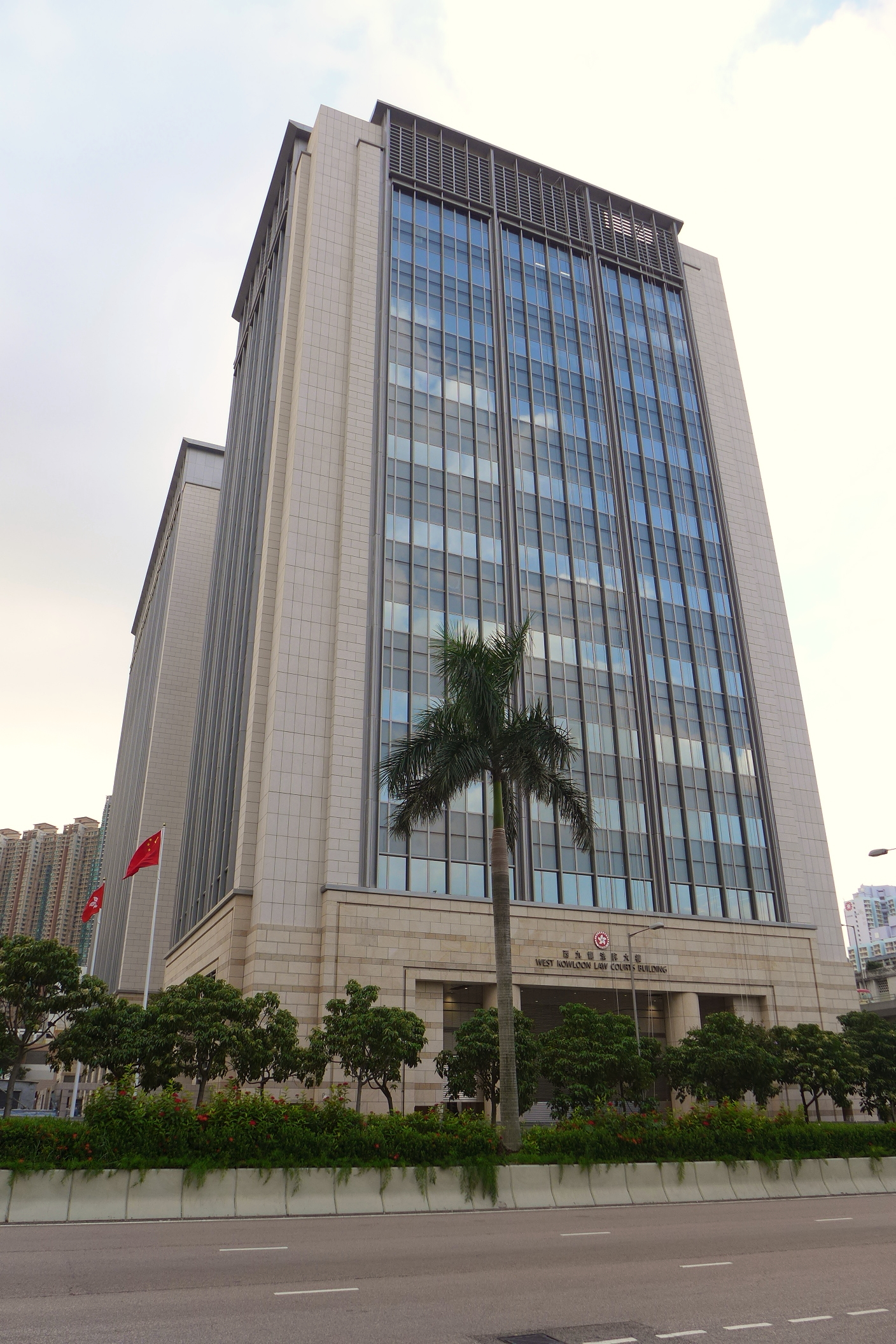
西九龍法院大樓側面

西九龍裁判法院（英語：West Kowloon Magistrates' Courts；案号代码W）是香港裁判法院，位於九龍深水埗區長沙灣通州街501號西九龍法院大樓A座3樓至7樓，是油尖旺區、深水埗區、葵青區、荃灣區及離島區（只限大嶼山及赤鱲角）的最初級刑事法院，於2016年12月28日開始運作，取代原有的荃灣裁判法院，並接手九龍城裁判法院以及區域法院部份案件。
法院設有16個法庭（第1-2, 4-11, 13-15, 19-21法庭，第9-11法庭為臨時區域法院，第16-18庭為死因裁判法庭，第20-21法庭為少年法庭）、3個保護證人室、32個證人等候室、6個保安等候室、16個會見室、2更衣室以及1個登記處。

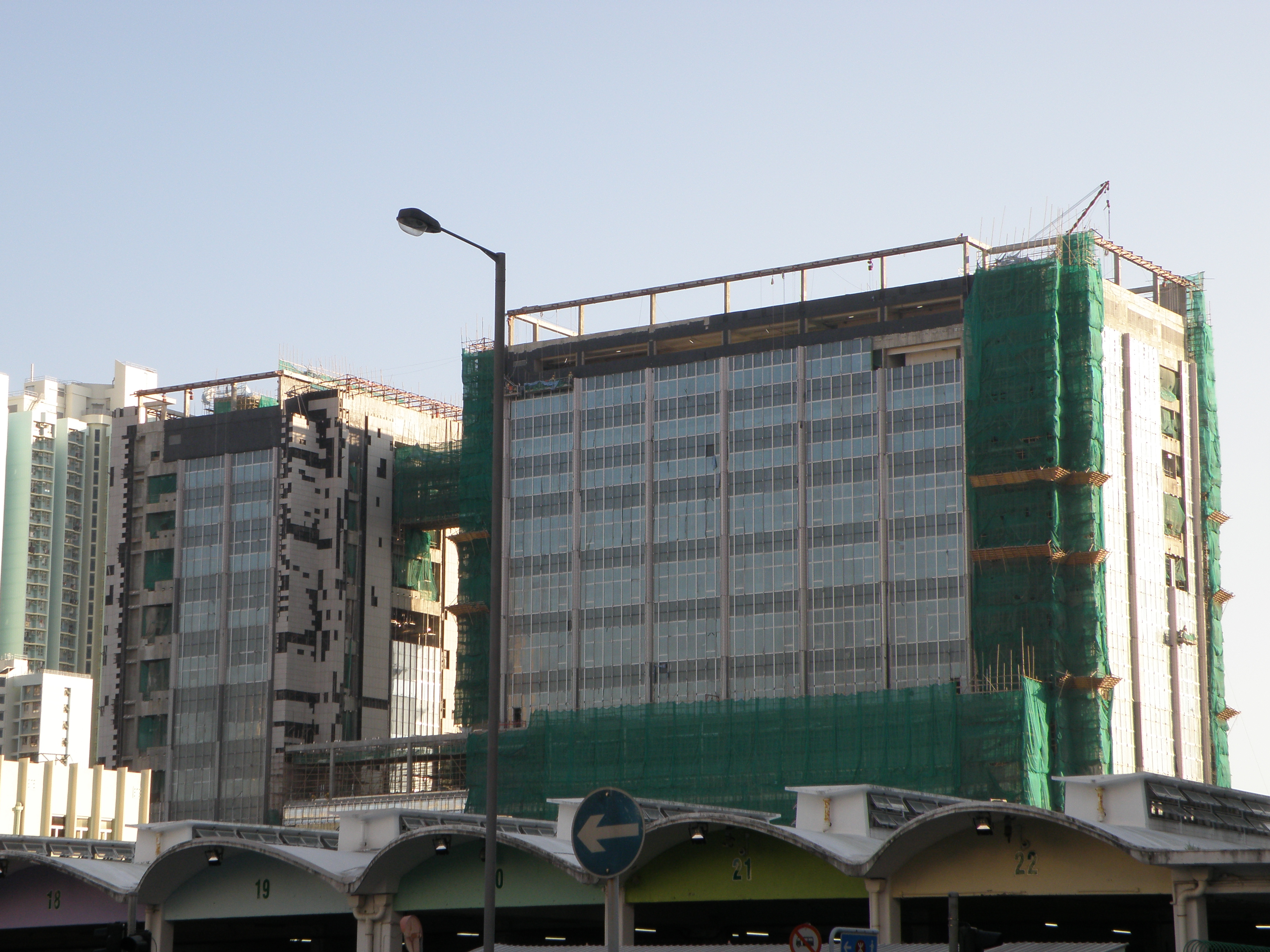
興建中的西九龍法院大樓（2015年9月）

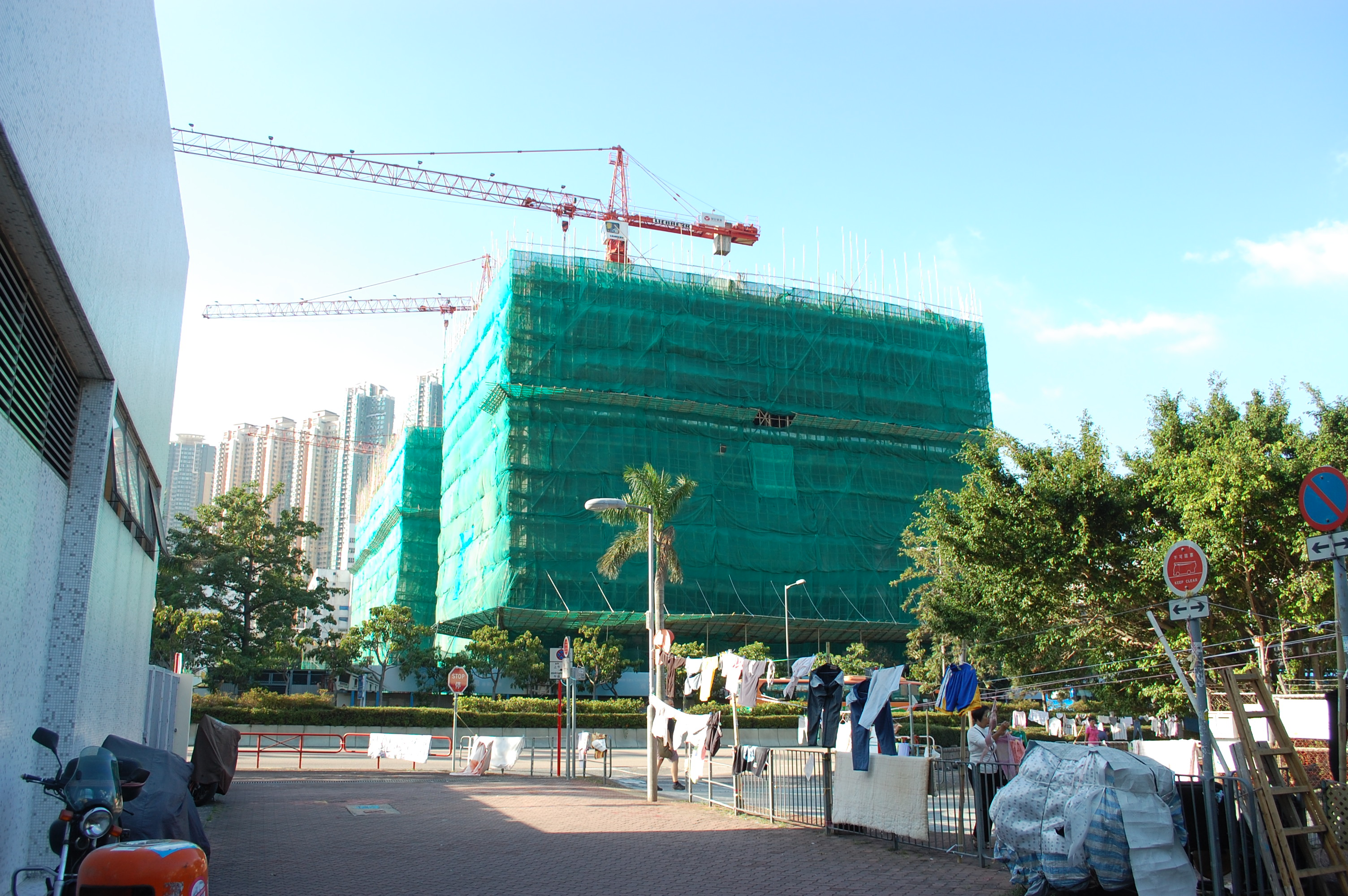
興建中的西九龍法院大樓（2014年11月）

由此法院審訊室寬倘，可以容納多名被告上庭，因此如果多名被告上庭，區域法院或高等法院也會用該法院的審訊室作案件審訊之用。
由於西九龍裁判法院經常用作處理國安案件的初級法院，因此法院外圍經常有警察巡邏以作維持秩序。

## 拍攝採訪起爭執事件
西九龍法院大樓自啟用以來多次因記者進行採訪及拍攝問題，與保安起爭執。司法機構在2017年4月於兩棟大樓門外設3米乘5米記者區，指安排屬試驗措施，不過記者認為該範圍太小。

## 走犯
2023年4月10日，一名被控販毒的37歲被告陳樹華在法院內的臨時囚禁室等候還押期間，涉嫌向另一名涉家暴、獲准保釋的24歲男子林景浩提出以2萬元報酬，並交換身分識別手帶。37歲被告離開法院，被警方通緝。警方同日以涉嫌誤導警務人員拘捕涉家暴男子，而在逃男子的妻子涉嫌協助罪犯被捕。立法會保安事務委員會主席、民建聯陳克勤形容事件聞所未聞。工聯會鄧家彪建議透過指紋、瞳孔認證等高標準核實身分。在逃男子在4天後被捕。二人其後另被控明知地誤導警員等罪，被告林景浩早前承認一項襲擊致造成身體傷害罪，2023年6月12 日在西九龍裁判法院被署理主任裁判官香淑嫻判囚6星期。案情指他與女友因感情問題爭執，繼而拳打對方。

## 外部連結
- 西九龍法院大樓（页面存档备份，存于）
- 興建西九龍法院大樓（页面存档备份，存于） 深水埗區議會文件 166/09
- 西九龍法院大樓（页面存档备份，存于）（立法會工務小組委員會文件）